# Stefan Rzeszot

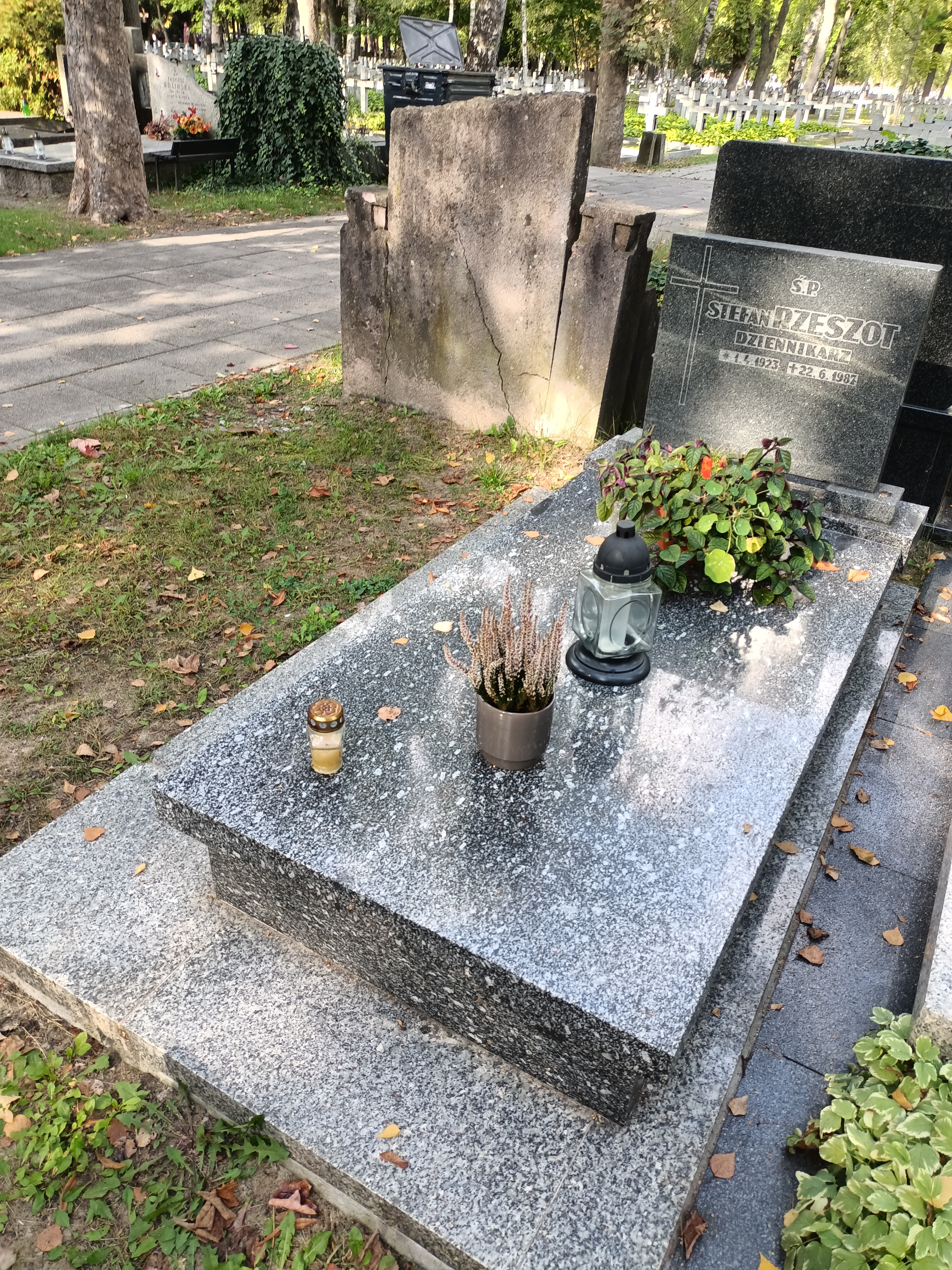
Grób Stefana Rzeszota na Cmentarzu Wojskowym na Powązkach

Stefan Józef Rzeszot (ur. 1 kwietnia 1923 w Krakowie, zm. 22 czerwca 1987 w Warszawie) – polski dziennikarz, komentator i działacz sportowy.
Syn Stefana i Walerii Worytkiewicz. Z wykształcenia był technikiem budowlanym. W latach 1937–1939 grał w juniorskich drużynach Wisły Kraków. Po zakończeniu działań wojennych w 1945 roku związał się z OSM TUR i PPS. Był przewodniczącym OSM TUR w Krakowie. Następnie został przeniesiony do Warszawy. W 1948 po zjednoczeniu organizacji młodzieżowych został członkiem ZMP. Był zatrudniony w pionie organizacyjnym związku. Po kilku miesiącach został powołany na kierownika Wydziału Kultury Fizycznej i Przysposobienia Wojskowego. Dziennikarsko zadebiutował nadając relację dla Przeglądu Sportowego korespondencję z halowych mistrzostw polski Związku Robotniczych Stowarzyszeń Sportowych z Lekkoatletyce. Współpracował z Przeglądem Sportowym w charakterze korektora oraz z pismami Młodzi Idą i Pokolenie. W 1950 roku został kierownikiem działu sportowego w piśmie  Sztandar Młodych. W tym samym roku został członkiem Stowarzyszenia Dziennikarzy Polskich. Od 1 czerwca 1954 do 31 grudnia 1969 był redaktorem naczelnym pisma Sportowiec. Od 1 marca 1970 do 16 sierpnia 1974 był zastępcą redaktora naczelnego Przeglądu Sportowego, a od 16 lipca 1974 do 22 czerwca 1987 był komentatorem w Telewizji Polskiej.
Jako dziennikarz obsługiwał 21 turniejów hokejowych o MŚ.
Został pochowany na Cmentarzu Wojskowym na Powązkach.